# Horonobe
Horonobe (幌延町?) è una cittadina giapponese della prefettura di Hokkaidō.